# Alysson
Alysson is een vliesvleugelig insectengeslacht uit de familie van de graafwespen (Crabronidae). De wetenschappelijke naam van de soort is voor het eerst geldig gepubliceerd in 1806 door Panzer.

## Soorten
De volgende soorten zijn bij het geslacht ingedeeld:
- Alysson costai Beaumont, 1953
- Alysson katkovi Kokujev, 1906[3]
- Alysson pertheesi Gorski, 1852
- Alysson ratzeburgi Dahlbom, 1843
- Alysson spinosus (Panzer, 1801)[4]
- Alysson tricolor Lepeletier & Serville, 1825